# Daniel Penz
Daniel Penz (* 2. Mai 1990 in Leoben) ist ein österreichischer Fußballspieler, der als 16-Jähriger zwei Einsätze im Profifußball absolvierte und danach durchgehend im Amateurfußball zum Einsatz gekommen ist.

## Spielerkarriere

### Von Eisenerz nach Kapfenberg
Daniel Penz wurde am 2. Mai 1990 in der obersteirischen Montanstadt Leoben geboren und wuchs im nahen Eisenerz auf, wo er als Sechsjähriger auch seine Vereinskarriere als Fußballspieler begann. In seiner Heimatgemeinde durchlief er von 1996 bis 2004 sämtliche Nachwuchsspielklassen des WSV Eisenerz und schaffte von hier im Sommer 2004 den Sprung ins Nachwuchsmodell Kapfenberg. Dort gehörte er anfangs der U-15-Mannschaft an und schaffte von dieser schon bald den Weg in den U-17-Kader sowie zur in der fünftklassigen Oberliga Nord spielenden zweiten Mannschaft der Kapfenberger SV. In der Saison 2005/06 gehörte er zum Stammaufgebot der Kapfenberger U-17-Mannschaft mit Spielbetrieb in der Steirischen U-17-Liga und gab in dieser Spielzeit als damals 15-Jähriger sein Debüt in bereits erwähnter Oberliga-Mannschaft. Nachdem er im Herbstdurchgang noch nicht im Kader der Mannschaft stand, war er beim ersten Ligaspiel im Frühjahr, einem 5:1-Heimsieg über den SV Thörl am 25. März 2006, in der Startformation der Kapfenberger, erzielte in der zwölften Spielminute den Treffer zur 1:0-Führung und wurde zur Halbzeit durch Oliver Schöpf ersetzt.
In den nachfolgenden vier Meisterschaftspartien im April 2006 fungierte er unter Helmut Kalander als Stammspieler im Mittelfeld und erzielte dabei zwei Treffer. Anlässlich seines 16. Geburtstages setzte ihn der damalige Trainer der Profimannschaft Hans-Peter Schaller am 2. Mai 2006 beim 2:0-Heimsieg über den SC Schwanenstadt ab der 83. Spielminute für Philipp Seebacher ein. Im letzten Saisonspiel absolvierte Penz seinen zweiten und gleichzeitig auch letzten Einsatz im Profifußball, als er beim 4:2-Auswärtssieg über den FC Kärnten von Beginn an im linken Mittelfeld agierte und aufgrund einer Verletzung ab der 24. Spielminute durch Martin Six ersetzt wurde. Mit einer Ausnahme, als er im Dezember 2009 anlässlich eines Bundesligaspiels uneingesetzt auf der Ersatzbank der ersten Mannschaft saß, war dies sein letzter Auftritt im Profifußball. Die restliche Zeit verbrachte er ausschließlich bei der zweiten Mannschaft der Kapfenberger. Für ebendiese kam er bis zum Ablauf der Spielzeit 2005/06 in allen restlichen Meisterschaftsspielen zum Einsatz und verpasste nur das letzte Spiel Mitte Juni gegen den FC Schladming.

### Aufstieg in Landesliga und Regionalliga
Mit den Kapfenbergern rutsche er zum Saisonende hin noch in den Abstiegskampf, konnte mit dem Team jedoch noch den Klassenerhalt sichern. Auch in der nachfolgenden Spielzeit 2006/07 fungierte Penz zumeist in der Startformation der zweiten KSV-Mannschaft, brachte es über die gesamte Saison hinweg jedoch auch auf fünf Spiele und ebenso viele Tore für die U-17-Mannschaft des Klubs. Mit der Oberliga-Mannschaft konnte sich der Mittelfeldakteur am Saisonende den Meistertitel sichern und hatte dabei am Ende neun Punkte Vorsprung auf den nächsten Verfolger, den SC Liezen. Bei 26 möglich gewesenen Ligapartien brachte es Penz in dieser Spielzeit auf 23 Einsätze und fünf Treffer. In der darauffolgenden Spielzeit in der viertklassigen steirischen Landesliga wurde er von Manfred Unger zeitweilig nur als Einwechselspieler eingesetzt, stand aber im Laufe der Meisterschaft auch des Öfteren in der Startformation und spielte über die komplette Matchdauer durch. Er kam auf 25 Ligaeinsätze sowie zwei -tore und belegte mit dem Team im Endklassement den 14. Platz, womit die Mannschaft in der teils recht dicht gestaffelten Endtabelle nur knapp an einem Abstieg vorbeischrammte. Hinzu kamen Einsätze im wiederbelebten Steirer-Cup, in dem die Auswahl in Runde 4 ausschied. Besser erging es in dieser Spielzeit der ersten Mannschaft des Klubs. Nachdem die Profimannschaft 2006/07 noch fast abgestiegen war und nur aufgrund der Lizenzverweigerung gegenüber der Admira und des GAK als Nutznießer den Klassenerhalt geschafft hatte, stieg das Profiteam in der Saison 2007/08 in die österreichische Bundesliga auf.
In der zweiten Saison in der Landesliga fuhr Penz unter dem Trainer Kurt Russ und dessen Nachfolger Andreas Leutschacher mit dem Team ein ähnliches Ergebnis wie der vorangegangenen Spielzeit ein. Im Endklassement rangierte die Equipe auf dem zwölften Rang; Penz hatte hierbei drei Tore bei 24 Ligaeinsätzen beigesteuert. Im Steirer-Cup 2008/09 schied er mit den Kapfenbergern im Achtelfinale gegen den SC Kalsdorf aus. Hinzu kam im September 2008 auch noch ein Einsatz des Linksfußes bei einem Meisterschaftsspiel des ASC Rapid Kapfenberg, der dritten Mannschaft der KSV, in der sechstklassigen Unterliga Nord B. Unter Leutschacher und der ihm Anfang Mai 2010 folgenden Interimslösung Manfred Unger fungierte Penz über die komplette Spielzeit 2009/10 als Stammkraft im Mittelfeld der 2er-Mannschaft der Böhler-Städter und brachte es auf eine Bilanz von drei Toren bei 27 Ligaauftritten. Im Steirer-Cup 2009/10 scheiterte er mit dem Team erst im Viertelfinale gegen den FC Gleisdorf 09. In der Liga schafften es die Jungfalken im Endklassement mit zwei Punkten Rückstand auf den SV Gleinstätten auf den zweiten Tabellenplatz und scheiterten nur knapp am Aufstieg in die nächsthöhere Spielklasse. Wie bereits erwähnt näherte er sich in dieser Saison auch kurzzeitig dem Profikader an, saß in einem Bundesligaspiel gegen den damaligen Tabellenführer SK Rapid Wien uneingesetzt auf der Ersatzbank und absolvierte in der nachfolgenden Winterpause ein Vorbereitungsspiel des Profiteams gegen den SC Fürstenfeld.
2010/11 nahm Penz mit einer Spielgemeinschaft aus dem SV Austria Kapfenberg und dem Kapfenberger SV II am ÖFB-Cup 2010/11 teil, bezwang dabei in der Vorrunde den SV Flavia Solva und schied nach einem Erstrundensieg gegen die LASK Amateure erst in der zweiten Runde gegen den Bundesligisten FK Austria Wien aus. Hinzu kamen Einsätze von Penz im Steirer-Cup, in der er mit dem Team in Runde 5 ausgerechnet gegen den SC Bruck/Mur aus der Nachbarstadt ausschied. In der Liga war er mit 27 von 30 möglich gewesenen Einsätzen wieder einer der Stammspieler der Mannschaft, wobei er diesmal zweimal zum Torerfolg kam und die Saison mit dem Team auf dem ersten Tabellenplatz beendete. Als Meister der steirischen Landesliga schaffte er mit der Kapfenberger SV II den direkten Aufstieg in die drittklassige Regionalliga Mitte. Wie bereits in der Spielzeit davor war er auch 2010/11 in einem Vorbereitungsspiel der Profis im Einsatz, bei dem er auch ein Tor erzielte. Nach dem Aufstieg in die Drittklassigkeit nahmen Penzs Einsatzminuten deutlich ab. Während ihn Kurt Russ 2010/11 noch in über 2.200 Einsatzminuten auflaufen ließ, kam der zumeist abwechselnd als Linksverteidiger bzw. im linken Mittelfeld eingesetzte Penz bei annähernd gleich vielen Meisterschaftseinsätzen auf nur etwa die Hälfte an Spielzeit. Bei seinen 24 Ligapartien, die er im Laufe der Saison 2011/12 absolviert, kam Penz zweimal zum Torerfolg und beendete die Spielzeit mit dem Team auf Rang 11. Während die SG Austria Kapfenberg/Kapfenberger SV II im ÖFB-Cup 2011/12 bereits in Runde 1 gegen die SV Mattersburg ausschied, schaffte das Team im Steirer-Cup den Einzug ins Finale und gewann dieses mit 3:2 über den Deutschlandsberger SC.

### Landesligaspieler bei Liezen
Nach acht Jahren in Kapfenberg tat sich für Penz nach dem Saisonende ein Wechsel zurück in die Landesliga auf, woraufhin er sich dem von Gernot Stradner trainierten SC Liezen anschloss. Für die Ennstaler kam er zumeist in der Defensive zum Einsatz und brachte es in seiner ersten Saison beim neuen Klub auf 27 Ligaeinsätze, in denen er ein Tor erzielte. Mit der Mannschaft belegte er im Endklassement einen Platz im Tabellenmittelfeld und schied im Steirer-Cup erst im Viertelfinale gegen den SV Pachern aus. In der Saison 2013/14 war Penz weiterhin einer der Stammspieler in der anfangs von Stradner und bis zum Saisonende von Dejan Stanković trainierten Mannschaft. Bei 28 Einsätzen und einem Treffer rangierte er am Ende mit dem Team auf dem 13. Tabellenplatz und war dabei unmittelbar am Abstiegsplatz beteiligt. Am Ende reichte ein Punkt Unterschied für den Klassenerhalt. Im Steirer-Cup 2013/14 schied er mit der Mannschaft im Achtelfinale gegen den SV Frohnleiten aus. Nachdem er unter Stradner die Saison 2014/15 begonnen hatte, beendete er diese nach 26 Meisterschaftsspielen und einem -tor unter Richard Niederbacher mit den Liezenern auf dem elften Platz und schrammte damit abermals nur knapp an einem Abstieg aus der Landesliga vorbei. Lange Zeit war der Verein, der es auch im Steirer-Cup nicht über die vierte Runde hinausbrachte, auf einem Abstiegsplatz gelegen und konnte sich erst unter Niederbacher von einem solchen lösen. Noch zur Winterpause 2014/15 war der SC Liezen mit lediglich sechs Punkten aus 15 Partien noch auf dem letzten Tabellenplatz gelegen.
In der Spielzeit 2015/16 trat Penz, der bei seinem Verein des Öfteren auch als Freistoßschütze herangezogen wurden, nicht nur als Spieler in Erscheinung, sondern fungierte für zumindest eine Spielzeit als Nachwuchstrainer beim WSV Liezen, bei dem er für die U-15-Mannschaft des Werkssportvereines zuständig war. Als Spieler kam der Mann mit der Rückennummer 12 von Saisonbeginn 2015/16 an als Stammkraft in der Defensive zum Einsatz. Dies änderte sich auch nicht, als Niederbacher nach nur fünf Ligaspielen in der neuen Saison aus seinem Traineramt entlassen und durch Hermann Zrim ersetzt wurde. Bis zum Ende der Meisterschaft hatte es Penz auf eine Bilanz von 26 Ligaeinsätzen und ein -tor gebracht, hatte die Saison mit dem Team auf dem vierten Platz beendet und war mit der Mannschaft in der fünften Runde des Steier-Cups ausgeschieden. Nachdem es die Mannschaft rund um den nunmehrigen Routinier Daniel Penz bis zur Winterpause 2016/17 nur auf den zwölften Tabellenplatz gebracht hatte, wurde Zrim im November 2016 entlassen und in weiter Folge durch Manfred Unger ersetzt. Doch auch Unger konnte die Ennstaler immer nur kurzzeitig von der Abstiegszone lösen; am Ende reicht jedoch ein zwölfter Platz für den Klassenerhalt in der vierthöchsten Fußballspielklasse des Landes. Im Steier-Cup war in Runde 4 Schluss. Über die gesamte Saison hinweg hatte es der Linksfuß auf Einsätze in 27 Landesligapartien gebracht.
In die Saison 2017/18 startete der 1,72 m große Defensivakteur nur als Ersatzspieler, obwohl er die gesamte Vorbereitung als Stammspieler absolviert hatte. Erst gegen Ende September 2017 konnte er sich wieder einen Platz in der Startformation erkämpfen und behielt dieses bis April 2018, als es zu einem generell Zerwürfnis innerhalb des Vereins kam. Dabei musste unter anderem Unger den Verein verlassen, woraufhin Penz unter der Interimslösung Nermin Iljazović und unter der Neuverpflichtung Jürgen Auffinger, die den Verein selbst nach nur wenigen Monaten wieder verließ, kaum noch berücksichtigt wurde. Neben wenigen Kurzeinsätzen absolvierte er in dieser Zeit auch seinen einzigen Einsatz für die zweite Mannschaft des Vereins mit Spielbetrieb in der achtklassigen 1. Klasse Enns. Die Mannschaft, die zu dieser Zeit in seiner Spielgemeinschaft mit dem WSV Liezen agierte, wurde in dieser Saison Vizemeister und hatte dadurch die Möglichkeit in der Relegation, in der Penz in beiden Partien gegen den SV Union Wald/Schoberpaß durchspielte, den Aufstieg in die Gebietsliga Enns zu schaffen. Nach einer 2:3-Niederlage im Hinspiel schafften es die Ennstaler die Paltentaler mit einem 4:0-Auswärtssieg zu bezwingen und finalisierten dadurch den Aufstieg in die nächsthöhere Spielklasse. Die Landesligamannschaft rangierte nach 30 Meisterschaftsrunden auf dem 14. Platz und schaffte nur sehr knapp den Klassenerhalt. Penz, der den Verein daraufhin nach sechs Spielzeiten verließ, war hierbei nur mehr in 21 Meisterschaftsspielen zum Einsatz gekommen und hatte einen Treffer beigesteuert.

### Vom Ennstal ins Salzkammergut
Danach wechselte der Routinier in der Sommerpause vor der Spielzeit 2018/19 nach Stainach zum Oberliga-Absteiger SV Stainach-Grimming. Beim Verein mit Spielbetrieb in der sechstklassigen Unterliga Nord A fand Penz wieder zu alter Stärke und war mit 24 von 26 möglich gewesenen Einsätzen (+ zwei Tore) in der Liga und Auftritten in beiden Steirer-Cup-Partien des Vereins einer der Spieler mit den meisten Einsatzminuten. Unter dem noch jungen Trainer Slaven Biljesko-Köck rangierte der SV Stainach-Grimming im Endklassement punktegleich mit dem TuS Krieglach, jedoch mit der schlechteren Tordifferenz, auf dem zweiten Tabellenplatz und konnte sich in der Relegation gegen den ATV Irdning beweisen. Nachdem Penz beim knappen 1:0-Sieg im Hinspiel den einzigen Treffer des Spiels erzielt hatte, scheiterte er mit der Mannschaft nach einer deutlichen 0:3-Niederlage im Rückspiel an der Rückkehr in die Oberliga Nord. In die Saison 2019/20 startete Penz ebenfalls als Stammspieler in der Defensive und war bis zur Winterpause in allen 13 Meisterschaftsspielen zum Einsatz gekommen. Aufgrund der COVID-19-Pandemie wurde der Spielbetrieb noch vor Beginn der Frühjahrsmeisterschaft vorzeitig abgebrochen.
Daniel Penz wechselte daraufhin vom steirischen Ennstal ins steirische Salzkammergut, wo er im Juni 2020 vom ASV Bad Mitterndorf aus der Oberliga Nord aufgenommen wurde. Bei den Bad Mitterndorfern fungierte er auch gleich von Beginn als Stammspieler und brachte es zum neuerlichen Abbruch des Spielbetriebs aufgrund der Pandemie zu neun Meisterschaftseinsätzen. In der Saison 2021/22 wurde Penz bis zur Winterpause in zehn von 13 möglichen Ligaspielen eingesetzt, erzielte dabei ein Tor und blieb im darauffolgenden Frühjahr einsatzlos. In der Endtabelle brachte es der Klub auf den zehnten Platz. Erst ab der Spielzeit 2022/23 fand der mittlerweile 32-Jährige wieder zurück in die Startformation und war bis zum Ende der Meisterschaft, als das Team mit dem siebenten Rang einen Platz im Tabellenmittelfeld erreichte, 25 der 26 Ligapartien seiner Mannschaft im Einsatz gewesen.

## Erfolge
mit der Kapfenberger SV II
- Meister der Oberliga Nord und Aufstieg in die steirische Landesliga: 2006/07
- Vizemeister der steirischen Landesliga: 2009/10
- Meister der steirischen Landesliga und Aufstieg in die Regionalliga Mitte: 2010/11
- Sieger des Steier-Cups: 2011/12

mit der SG WSV Liezen/SC Liezen II
- Vizemeister der 1. Klasse Enns und Aufstieg (nach Relegation) in die Gebietsliga Enns: 2017/18

## Privates
Heute (Stand: 2023) lebt Penz mit seiner Familie in Altirdning und arbeitet als Kundenbetreuer bei der Steiermärkischen Sparkasse in Irdning, nachdem er davor bei der Filiale in Schladming tätig gewesen war.
Nach der Geburt seines ersten Kindes im Jahr 2018 und seiner Hochzeit im Jahr 2020 wurde er im Jahr 2021 zum zweiten Mal Vater.